# Cotacachi (volcan)
Pour les articles homonymes, voir Cotacachi.
Le Cotacachi est un volcan d'Équateur, situé au nord de Quito et culminant à 4 944 m. Il est probablement éteint, sa dernière éruption datant d'il y a deux ou trois mille ans. Son plus beau cratère est le Cuicocha, devenu un lac visité par les touristes.

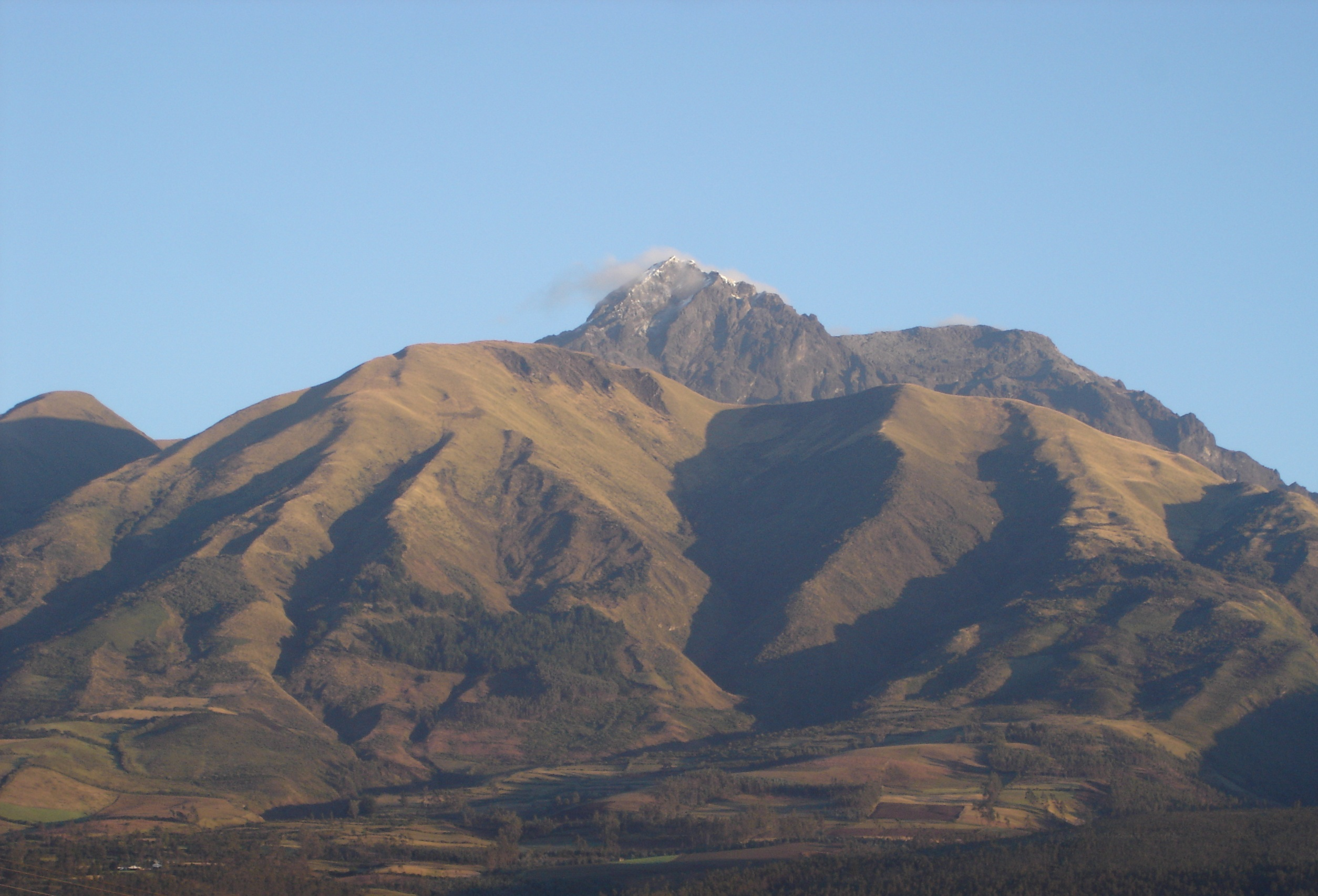
Vue du Cotacachi depuis la ville du même nom.